# Cornuntum
Cornuntum is een monotypisch geslacht van schimmels uit de orde Helotiales. Het bevat alleen Cornuntum fagineum.